# Тирсени

Полоненний тереш, промальовка рельєфу з Мединет Абу

Тирсени, турша (давньоєгипетське Tw-ry-s (тереш)) — стародавній народ, що брав участь в навалі народів моря.
Тирсени згадані серед інших племен у Великому карнацькому написі, що описує вторгнення народів моря на п'ятий рік правління фараона Мернептаха (приблизно 1207 рік до нашої ери). Згідно з написом у битві їх загинуло 742, у той час як загальні втрати народів моря склали біля десяти тисяч. Є зображення полоненого вождя народу тереш і на рельєфах з Мединет Абу. В могилі номер 23 з так званої Гароби археологів Фліндерс Петрі знайшов мумію Ан-ен-Турша, який був дворецьким при дворі Рамзеса ІІІ. Добре збережена мумія має світле волосся, що є аргументом на користь північного походження народу.
Назву «тирсени» зазвичай пов'язують із згаданою у хеттських джерелах Таруісою і ототожнюють з Троєю. Напад союзу народів моря, в якому брали участь тереш, приблизно збігається з періодом воєн навколо Трої, тож можна припустити, що частина троянців змушена була покинути домівку та піти світами, покладаючися на свої мечі та удачу.
Піратів-тирсенів на добрих кораблях згадує гімн Діонісу, що його традиція приписує Гомеру, а сучасна наука датує приблизно 700 роком до нашої ери. Геродот та Фукідід згадують про «тирренів». За Геродотом, цей народ мешкав у Лідії. Фукідід повідомляє, що вони хоч і мешкали на острові Лесбос, але були вихідцями з Лідії. Тирренами греки називали також етрусків. Відомо, що самі себе етруски називали расена, тож невідомо чи були підстави у греків поширювати назву одного чужинського народу на інший.
Натомість певна співзвучність є в назвах «тирсени» («турша») і «Таршиш» (фінік. ) — останній був відомий грекам як Тартесс і був розташований на півдні Іспанії. Ще одна близька назва — Тарс (фінік. ) у Кілікії.